# María Luz Morales
María Luz Morales Godoy (La Coruña, 1889-Barcelona, 1980) fue una periodista pionera del periodismo cultural y escritora española del siglo XX. Fue la primera mujer en España directora de un diario nacional, La Vanguardia, que dirigió entre 1936 y 1937, al inicio de la guerra civil española. En enero de 1940 fue detenida durante 40 días y tras la guerra inhabilitada profesionalmente por el franquismo. Con el retorno de la democracia continuó con su actividad, colaborando con Diario de Barcelona hasta su muerte, a los noventa años de edad. Está considerada una referencia de la incorporación de la mujer a la actividad periodística y literaria en la España del siglo XX.

## Biografía
Nació en La Coruña pero su vida transcurrió en Barcelona, donde su familia se trasladó cuando ella aún era una niña por la profesión de su padre, funcionario de Hacienda. La escritora Mª Ángeles Cabré, autora de su biografía explica que se hizo periodista cultural en la cocina de su casa. No había otro lugar en España para que las niñas y jóvenes de finales del siglo XIX forjaran sus vocaciones.

### Trayectoria profesional
Tras diplomarse en Filosofía y Letras en la Universidad Nova decidió adoptar el oficio de escritora para ser periodista, una profesión no habitual para las mujeres que firmaban artículos en las revistas pero no participaban en el día a día del periodismo activo. Sus primeros pasos los dio en 1921 dirigiendo El hogar y la moda (antecedente de la revista Lecturas). María Luz había enviado sus crónicas sobre moda a un concurso convocado por la publicación para cubrir la plaza de dirección y resultó vencedora. Estuvo al frente de la revista durante cinco años. En 1923 envió a La Vanguardia unos ensayos sobre Don Juan y sobre teatro infantil. Su calidad literaria le abrieron la puerta del periódico. En 1924 se hizo cargo de la crítica cinematográfica, considerado todavía un espectáculo menor y firmó una sección semanal "Vida cinematográfica" con el seudónimo de Felipe Centeno, nombre de un personaje de Benito Pérez Galdós. La periodista pasó a formar parte de la redacción de La Vanguardia, siendo la única mujer. Después pasó a ocuparse de la crítica teatral, más valorada, y empezó a firmar con su nombre.
Su trabajo como crítica cinematográfica interesaron a la productora Paramount Pictures. Tras una entrevista con ella (de quien desconocían que fuese una mujer) fue contratada por la productora estadounidense, como responsable de la asesoría literaria de sus películas y, con la llegada del cine sonoro, de la traducción y adaptación de sus diálogos. Compaginó estas ocupaciones con una colaboración en el diario reformista madrileño El Sol considerado "el periódico de la intelectualidad" haciéndose cargo de la página La mujer, el niño y el hogar desde 1926 a 1931.
Carismática y combativa, en 1931 presidió en Barcelona la Residencia Internacional de Señoritas Estudiantes, se implicó en la Conferencia Club de Isabel Llorach y trabó amistad con autoras de la talla de Gabriela Mistral.
Paralelamente, llevaba a cabo su intensa actividad literaria, cultivando la literatura infantil con adaptaciones infantiles de obras maestras de la literatura, publicadas bajo la editorial que dirigía, Ediciones Araluce.
A partir de 1933 cambió su predilección cinematográfica por el teatro, su gran pasión, lo que le llevó a escribir, en colaboración con Elisabeth Mulder, la obra Romance de media noche, estrenada en el Teatro Arriaga de Bilbao en enero de 1936.
A principios de julio de 1936, participó en las celebraciones por la aprobación del Estatuto de Autonomía de Galicia. Días después estalló la guerra civil.

#### Directora deLa Vanguardia(1936)
El gobierno de la Generalidad decretó la incautación de algunos periódicos entre los que se encontraba La Vanguardia que quedó bajo el control de un comité obrero CNT-UGT constituido el 19 de julio de 1936. El 8 de agosto, tras la huida del director Agustí Calvet, "Gaziel" al exilio, el comité del diario decidió nombrar a María Luz Morales, la única mujer de la redacción. Aceptó pero advirtió que sería provisional: "Accedo pero con una condición. Conozco perfectamente la técnica del periódico. Tendré cuidado de la marcha de la redacción… Pero si acepto es sólo con carácter provisional. En cuanto a la parte política, tiene que llevarla otro. Yo sólo haré periodismo".
En La Vanguardia al día siguiente se publicó el siguiente anuncio: "De acuerdo con la tendencia social y económica que inspira al Gobierno de Cataluña, se halla actualmente controlada por un Comité Obrero, integrado por representantes de la Redacción, Talleres, Administración y demás secciones de la misma. Entre los acuerdos que en los primeros momentos adoptó este Comité, figura el de nombrar para los cargos de Director y Administrador, a los compañeros María Luz Morales y Carmelo Avellá, respectivamente".
Ocupó el puesto durante algo más de seis meses convirtiéndose en la primera mujer en asumir la dirección de un periódico de cabecera nacional lo que le valió ser represaliada por el régimen franquista.

#### Durante el franquismo
Durante la guerra, en 1939, colaboró en el guion de la película documental Sierra de Teruel (o L'Espoir), que dirigió André Malraux con fines propagandísticos. Todos los redactores de La Vanguardia fueron cesados y pendientes de enjuiciamiento, se les retiró su pasaporte y fueron deshabilitados como periodistas. En 1940 acusada de ser la directora del diario durante la guerra y de pertenecer al Partido Galeguista, María Luz Morales fue encarcelada durante 40 días en el convento de Sarriá barcelonés. Durante ese período, del cual siempre se negó a hablar, escribió varias novelas que firmó con los seudónimos de Ariel y Jorge Marineda. Publicó una de las primeras historias del cine en castellano y colaboró con la Editorial Araluce en la adaptación de varios clásicos para el público infantil dirigiendo la colección Las obras maestras al alcance de los niños.
En 1941 fundó la editorial Surco, donde tradujo cincuenta y dos obras. Dirigió tres enciclopedias en la editorial Salvat: Universitas. Enciclopedia de iniciación cultural (1943) en veinte volúmenes, la Historia de la moda y la Historia ilustrada del séptimo arte (1950) en tres volúmenes. En la editorial Argós (1952) dirigió una Enciclopedia del hogar también en tres volúmenes, sin olvidar las conferencias que pronunció durante décadas, donde mostró un saber casi enciclopédico.
En 1948 empezó a colaborar, como crítica teatral, en el Diario de Barcelona. Poco a poco fue recuperando su actividad literaria y también colaboró en la revista Lecturas.
En 1958 su novela El amor empieza en sábado fue llevada al cine bajo la dirección de Victorio Aguado Candela.

#### Regreso al periodismo
Tras la muerte de Franco, la transición democrática y la llegada de las libertades, muchos depurados se fueron reincorporando a la vida pública, y el 24 de enero de 1978, junto con un numeroso grupo de compañeros, María Luz Morales fue rehabilitada como periodista. Tras su reincorporación, continuó su actividad, ya como redactora, en el Diario de Barcelona donde continuó escribiendo hasta su muerte, en 1980.
Algunas de sus adaptaciones infantiles de clásicos como Homero, Esquilo, Sófocles, Dante, Shakespeare, Goethe, Cervantes y Tirso de Molina se siguen editando en la actualidad en España e Hispanoamérica.
En 2024 Amarillo Editora rescató su novela más ambiciosa, Balcón al Atlántico, una historia familiar en la Galicia de finales del siglo XIX, contada desde los ojos de una niña.

## Obra
- Parientes y trastos viejos (inédita)
- Trovas de otros tiempos, 1928
- Libros, mujeres y niños, 1928
- Las románticas, 1930
- Edison, 1934
- Romance de media noche (con Elisabeth Mulder), 1935
- Julio César, 1936
- Madame Curie, 1936
- Alejandro Magno, 1936
- Alguien a quien conocí, 1937 - Reeditado en 2019[18]
- Tres historias de amor en la Revolución francesa, 1942
- María Antonieta, 1943
- El mundo de las hormigas, 1948
- El Cine: historia ilustrada del séptimo arte, 1950
- Hazañas del Cid, 1951
- Enciclopedia del hogar, 1952
- Rosalinda en la ventana, 1954
- Balcón al Atlántico: (otra novela sin héroe), 1955
- Balcón al Mediterráneo, 1955
- Historias del décimo círculo, 1962
- Libro de oro de la poesía en lengua castellana, 1970

### Traducciones[19]
- Charles E. Pearce, Los ojos de Alicia, con Zoé Godoy, Sociedad General de Publicaciones, 1921.
- George Gibbs, La puerta cerrada, con Zoé Godoy, Sociedad General de Publicaciones, 1923.
- George Gibbs, El camino prohibido, con Zoé Godoy, Sociedad General de Publicaciones, 1924.
- Berta Ruck, Corazones que no se encuentran, con Zoé Godoy, Sociedad General de Publicaciones, 1924.
- Júlio Dinis, Los hidalgos de la casa morisca, Sociedad General de Publicaciones, 1923.
- Júlio Dinis, La mayorazga de los cañaverales, Sociedad General de Publicaciones, 1925.
- Júlio Dinis, Una familia inglesa, Sociedad General de Publicaciones, 1926.
- Champol, El marido de Aurora, Sociedad General de Publicaciones, 1924.
- Florence Barclay, El rosario, con Zoé Godoy, 1925.
- James Oliver Curwood, El caballero del valor, con Zoé Godoy, 1928.
- Mary Roberts Rinehart, El héroe de la litera número 10, con Zoé Godoy, 1929.
- John Galsworthy, La cuchara de plata, con Ricardo Baeza, 1933.
- John Galsworthy, Más allá: Novela, «Che faró senza», 1942.
- Santiago Rusiñol, El señor Esteve, 1949.
- Carles Riba, Seis juanes, 1951.
- Ana María Dalí, Salvador Dalí visto por su hermana, en «Grandes Biografías», 1949.
- María Rusiñol, Santiago Rusiñol visto por su hija, en «Grandes Biografías», 1963.
- J. M. Barrie, Peter Pan y Wendy, 1925.
- J. M. Barrie, Aventuras de Peter Pan, 1930.
- Peter Bernard, La cuesta encantada, 1926.
- Olive Richards Landers, El libro de las niñas, 1935.
- Matilde Alanic, Deber de hijo, 1924.
- Jean de la Brète, Un vencido, 1924.
- Hermanos Grimm, Doce cuentos de los hermanos Grimm, 1966.

## Premios y reconocimientos
- 1956: Orden de las Palmas Académicas del gobierno francés como reconocimiento a su trabajo.[20]
- 1963: Premio Nacional de Teatro 1962 por sus críticas teatrales en el Diario de Barcelona.[21]
- 1971: Lazo de Isabel la Católica.[22]
- 2014: Una calle de A Coruña lleva su nombre.[11]

En reconocimiento a la figura de María Luz Morales se han instituido en España dos premios:

### Premio de Periodismo María Luz Morales
La Fundación La Caixa, La Vanguardia y el Observatorio Cultural de Género instituyeron en 2016 el Premio de Periodismo María Luz Morales en su memoria. El premio, dotado con 4.000 euros, se otorga anualmente para "reconocer e incentivar trabajos periodísticos que reflexionan desde el compromiso y el rigor analítico sobre el papel de la mujer en el mundo actual." Cuenta con un accésit, premiado con 1.500 euros.
- 2016  Política eres tú,[23] de Patrícia Soley-Beltran, publicado en El País semanal. El accésit fue para el trabajo del periodista Benoît Cros Las abuelas solares de Burkina Faso,[24] publicado en eldiario.es y sobre un proyecto de emprendimiento en el que mujeres analfabetas de entre 40 y 50 años, allí llamadas "abuelas" a causa de la corta esperanza de vida, se dedican a armar paneles fotovoltaicos.[13]
- 2017 Les raons d’Antígona,[25] artículo de la socióloga Marina Subirats sobre las nuevas maneras de hacer política por parte de mujeres que, como Ada Colau en Barcelona o Anne Hidalgo en París, están ocupando alcaldías en grandes capitales europeas. El accésit recayó en la serie Ellas toman la palabra, de El Mundo.[1]

### Premios María Luz Morales investigación audiovisual
Los Premios María Luz Morales para la investigación audiovisual está otorgado desde 2017 por la Academia Gallega del Audiovisual con el apoyo de las diputaciones gallegas para destacar la investigación científica en este terreno.
- 2017 Preados: Cibrán Ternero, Noelia Álvarez y Nazaré Estévez, Denisse Lozano y Brais Romero.[26]